# فيوتاليوفيو (تشيلي)
فيوتاليوفيو (بالإسبانية: Futaleufú, Chile) هي بلدية تقع في تشيلي في Palena Province.[بحاجة لمصدر] يقدر عدد سكانها بـ 2,297 نسمة ومساحتها 1,280.0 كم2 .

## المناخ
يظهر الجدول التالي التغييرات المناخية على مدار السنة لفيوتاليوفيو:
| البيانات المناخية لـفيوتاليوفيو          | البيانات المناخية لـفيوتاليوفيو | البيانات المناخية لـفيوتاليوفيو | البيانات المناخية لـفيوتاليوفيو | البيانات المناخية لـفيوتاليوفيو | البيانات المناخية لـفيوتاليوفيو | البيانات المناخية لـفيوتاليوفيو | البيانات المناخية لـفيوتاليوفيو | البيانات المناخية لـفيوتاليوفيو | البيانات المناخية لـفيوتاليوفيو | البيانات المناخية لـفيوتاليوفيو | البيانات المناخية لـفيوتاليوفيو | البيانات المناخية لـفيوتاليوفيو | البيانات المناخية لـفيوتاليوفيو |
| الشهر                                    | يناير                           | فبراير                          | مارس                            | أبريل                           | مايو                            | يونيو                           | يوليو                           | أغسطس                           | سبتمبر                          | أكتوبر                          | نوفمبر                          | ديسمبر                          | المعدل السنوي                   |
| ---------------------------------------- | ------------------------------- | ------------------------------- | ------------------------------- | ------------------------------- | ------------------------------- | ------------------------------- | ------------------------------- | ------------------------------- | ------------------------------- | ------------------------------- | ------------------------------- | ------------------------------- | ------------------------------- |
| الدرجة القصوى °م (°ف)                    | 36.4 (97.5)                     | 36.1 (97.0)                     | 34.9 (94.8)                     | 25.0 (77.0)                     | 20.8 (69.4)                     | 21.8 (71.2)                     | 17.4 (63.3)                     | 24.2 (75.6)                     | 23.1 (73.6)                     | 28.0 (82.4)                     | 35.0 (95.0)                     | 37.0 (98.6)                     | 37.0 (98.6)                     |
| متوسط درجة الحرارة الكبرى °م (°ف)        | 20.8 (69.4)                     | 21.2 (70.2)                     | 18.9 (66.0)                     | 14.4 (57.9)                     | 9.7 (49.5)                      | 6.5 (43.7)                      | 6.2 (43.2)                      | 8.7 (47.7)                      | 12.1 (53.8)                     | 14.8 (58.6)                     | 17.1 (62.8)                     | 19.1 (66.4)                     | 14.1 (57.4)                     |
| المتوسط اليومي °م (°ف)                   | 16.8 (62.2)                     | 16.6 (61.9)                     | 14.4 (57.9)                     | 10.6 (51.1)                     | 6.9 (44.4)                      | 4.2 (39.6)                      | 3.6 (38.5)                      | 5.7 (42.3)                      | 8.4 (47.1)                      | 11.0 (51.8)                     | 13.5 (56.3)                     | 15.5 (59.9)                     | 10.6 (51.1)                     |
| متوسط درجة الحرارة الصغرى °م (°ف)        | 10.4 (50.7)                     | 9.7 (49.5)                      | 8.1 (46.6)                      | 5.8 (42.4)                      | 3.8 (38.8)                      | 1.8 (35.2)                      | 1.0 (33.8)                      | 2.0 (35.6)                      | 3.3 (37.9)                      | 5.3 (41.5)                      | 7.6 (45.7)                      | 9.5 (49.1)                      | 5.7 (42.3)                      |
| أدنى درجة حرارة °م (°ف)                  | −0.2 (31.6)                     | −0.2 (31.6)                     | −2.2 (28.0)                     | −4.9 (23.2)                     | −7.7 (18.1)                     | −10.7 (12.7)                    | −11.2 (11.8)                    | −9.9 (14.2)                     | −10.4 (13.3)                    | −5.1 (22.8)                     | −1.7 (28.9)                     | −0.3 (31.5)                     | −11.2 (11.8)                    |
| الهطول مم (إنش)                          | 98.9 (3.89)                     | 81.1 (3.19)                     | 95.3 (3.75)                     | 165.9 (6.53)                    | 265.3 (10.44)                   | 293.5 (11.56)                   | 300.9 (11.85)                   | 253.0 (9.96)                    | 164.6 (6.48)                    | 127.3 (5.01)                    | 108.6 (4.28)                    | 126.8 (4.99)                    | 2٬081٫2 (81.93)                 |
| متوسط أيام هطول الأمطار                  | 10                              | 8                               | 11                              | 14                              | 18                              | 19                              | 19                              | 18                              | 15                              | 13                              | 12                              | 12                              | 169                             |
| متوسط الرطوبة النسبية (%)                | 59                              | 60                              | 65                              | 73                              | 82                              | 86                              | 84                              | 77                              | 70                              | 64                              | 61                              | 60                              | 70                              |
| المصدر: Dirección Meteorológica de Chile |                                 |                                 |                                 |                                 |                                 |                                 |                                 |                                 |                                 |                                 |                                 |                                 |                                 |